# Morell de collar
El morell de collar (Aythya collaris) és un ànec capbussaire petit d'Amèrica del nord.
El seu lloc de cria són els llacs i estanyols forestats del nord dels Estats Units i Canadà. Passen l'hivern al sud d'Amèrica del nord.
Mengen plantes aquàtiques, alguns mol·luscs, insectes aquàtics i petits peixos.